# Ilchán Achmét
Ilchán Achmét (turc : İlhan Ahmet, grec moderne : Ιλχάν Αχμέτ) est un homme politique grec.

## Biographie
Aux élections législatives grecques de 2004, il fut élu député au Parlement grec pour la Nea Dimokratia. Aux élections législatives grecques de septembre 2015, il fut élu député au parlement pour le parti La Rivière.